# Dubrovnik Airlines
Dubrovnik Airlines was een Kroatische charterluchtvaartmaatschappij met thuisbasis in Dubrovnik.

## Geschiedenis
Dubrovnik Airlines werd opgericht in 2004 door de luchthaven van Dubrovnik en de scheepvaartmaatschappij Atlantska Plovdivba. De maatschappij werd opgeheven op 23 oktober 2011.

## Vloot
De vloot van Dubrovnik Airlines bestond uit: (feb.2007)
- 1 McDonnell Douglas MD-83
- 1 McDonnell Douglas MD-82